# 座頭市御用旅
『座頭市御用旅』（ざとういちごようたび）は、1972年1月15日に東宝が配給した時代劇映画。勝新太郎の代表作、座頭市シリーズの第23作。森一生監督、勝プロダクション製作。大映の倒産により、今作から配給が東宝へ移った。

## 出演
- 勝新太郎 : 座頭市
- 森繁久彌 : 藤兵衛
- 三国連太郎 : 鳴神鉄五郎
- 高橋悦史 : 相良伝十郎
- 大谷直子 : お八重
- 笑福亭仁鶴 : 豆六
- 酒井修 : 清次
- 明石勤 : 佐太郎
- 新條多久美 : お志乃
- 岡本健 : 健太
- 秋山勝俊 : 鹿沼の政吉
- 深江章喜 : 不動の仁助
- 石橋蓮司 : 乾分の権六
- 蟹江敬三 : 乾分の庄六
- しめぎしがこ : 投げ節お駒
- 大川修 : 乾分の伝三
- 近江輝子 : お松
- 正司玲児 : 団九郎
- 正司敏江 : 梅助
- 田辺一鶴 : 竜斉

## スタッフ
- 監督 : 森一生
- 脚色 : 直居欽哉
- 音楽 : 村井邦彦
- 製作 : 勝新太郎、西岡弘善
- 企画 : 久保寺生郎
- 撮影 : 森田富士郎
- 助監督 : 南野梅雄
- 美術 : 太田誠一
- スチール : 下村正利

## 併映作品
- 『子連れ狼 子を貸し腕貸しつかまつる』: 三隅研次監督